# Alexandr Volkov
Alexandr Alexandrovič Volkov (* 27. května 1948 v Gorlovce, Doněcká oblast USSR, dnes Ukrajina) je bývalý sovětský letec ukrajinské národnosti, kosmonaut ze Sojuzů a orbitálních základen Saljut a Mir.

## Život

### Mládí a výcvik
Úspěšně absolvoval Charkovské vyšší letecké učiliště a pak zde zůstal dalších šest let jako letec – instruktor. V roce 1976 byl přijat do oddílu kosmonautů, ovšem i nadále pokračoval ve zvyšování kvalifikace zkušebního armádního pilota. Do kosmu letěl až za 9 let.

### Lety do vesmíru
Křest nováčka si pplk. Volkov odbyl při startu z kosmodromu Bajkonur na podzim 1985. V Sojuzu T-14 s ním letěli Vladimir Vasjutin a Georgij Grečko. Pracovali na orbitální stanici Saljut 7 jako její pátá základní posádka. Předčasně se po 64 dnech pobytu vracel s nemocným Vasjutinem na Zem.
Druhý, opravdu dlouhodobý let byl na palubě Sojuzu TM-7 a Volkov zde byl velitelem. Spolu s ním letěli Sergej Krikaljov a francouzský kosmonaut Jean-Loup Chrétien. Startu přihlížel na Bajkonuru i francouzský prezident François Mitterrand. Na základně Mir je přivítala dlouhodobě zde působící 3. základní posádka Vladimir Titov a Musa Manarov. Po měsíci společného pobytu kosmonauti Titov, Manarov a Chrétién odletěli na Zem, Volkov zde zůstal jako člen 4. základní posádky. Na Zem se vrátil po 151 dnech.
Třetí pobyt byl pro něj rekordně dlouhý, na 175 dní. Loď se jmenovala Sojuz TM-13, Volkov byl jejím kapitánem, v posádce měl kosmonauty Toktara Aubakirova z Kazachstánu a France Viehböcka z Rakouska. Startu na Bajkonuru přihlíželo 14 hlav států Evropy. Na oběžné dráze se připojili ke stanici Mir, kde působila 9. základní posádka Anatolij Arcebarskij a Sergej Krikaljov. Po týdnu se pětice rozdělila, v lodi Sojuz TM-12 na Zem odletěli Arcebarskij, Aubikarov a Viehböck, kdežto Volkov zůstal jako člen 10. základní posádky s Krikaljovem. Přijali několik zásobovacích lodí Progress a také Sojuzy s mezinárodními posádkami. Krikaljov s Volkovem přistáli na území Kazachstánu v lodi Sojuz TM-13.
Je registrován jako 183 kosmonaut Země s 391 dny strávenými v kosmu.
- Sojuz T-14, Saljut 7 (17. září 1985 – 21. listopadu 1985)
- Sojuz TM-7, Mir (26. listopadu 1988 – 27. dubna 1989)
- Sojuz TM-13, Mir (2. října 1991 – 25. března 1992)

### Po letech
- Druhý den po úspěšném přistání bylo oznámeno, že oba kosmonauti dostali za odměnu osobní auto a finanční odměnu (Volkov 75000 SUR).
- Jeho syn Sergej Volkov se stal také kosmonautem, startoval v roce 2008 na lodi Sojuz TMA-12